# Birkebeineren Fotball
Il Birkebeineren Fotball è una società calcistica norvegese con sede nella città di Krokstadelva. Milita nella 3. divisjon, quarto livello del campionato norvegese. È la divisione calcistica della polisportiva dello Birkebeineren.

## Storia
Il Birkebeineren Fotball iniziò la propria storia nel 1907, ma quest'avventura durò soltanto un anno. Riprovò ad imporsi nel calcio nel 1914, ma anche questo tentativo venne abortito. Le cose migliori accaddero alla terza occasione, dal 1921. Nel 1945 e nel 1947, la squadra raggiunse il terzo turno della Norgesmesterskapet (miglior risultato della sua storia nella competizione). Partecipò alla Norgesserien 1947-1948, nel Gruppo A del Distretto II: la formazione fu però sconfitta dal Sandaker alle qualificazioni per la fase finale, retrocedendo. Passò il resto della sua storia nelle divisioni inferiori del campionato norvegese. Vinse due edizioni dell'Arbeidermesterskapet (1935 e 1939).

## Palmarès

### Competizioni nazionali
- Arbeidermesterskapet: 2

1935, 1939

## Rosa
| N. |                     | Ruolo | Calciatore                          |
| -- | ------------------- | ----- | ----------------------------------- |
|    | Norvegia (bandiera) | P     | Thomas Solvoll                      |
|    | Norvegia (bandiera) | P     | Marius Enger Sæthre                 |
|    | Norvegia (bandiera) | D     | Eirik Løwer Anfinsen                |
|    | Norvegia (bandiera) | D     | Mats Frøshaug                       |
|    | Norvegia (bandiera) | D     | Simen Hansen Fagerhøi               |
|    | Norvegia (bandiera) | D     | Sondre Hansen Fagerhøi              |
|    | Norvegia (bandiera) | D     | Ole Christian Bjerkeset Kristiansen |
|    | Norvegia (bandiera) | D     | Joakim Lauritsen                    |
|    | Norvegia (bandiera) | D     | Martin Brandtsegg Smevik            |
|    | Norvegia (bandiera) | D     | Anders Torgersen                    |
|    | Norvegia (bandiera) | D     | Thomas Haugland Torgersen           |
|    | Norvegia (bandiera) | C     | Reis Avdimetaj                      |
|    | Norvegia (bandiera) | C     | André Bakke                         |

| N. |                     | Ruolo | Calciatore              |
| -- | ------------------- | ----- | ----------------------- |
|    | Norvegia (bandiera) | C     | Ole Jørgen Sylling Berg |
|    | Norvegia (bandiera) | C     | Anders Ekholdt          |
|    | Norvegia (bandiera) | C     | Pål Espen Hagen         |
|    | Norvegia (bandiera) | C     | Marius Jøranlid         |
|    | Norvegia (bandiera) | C     | Petter Kalmo            |
|    | Norvegia (bandiera) | C     | Awat Peyghambernejad    |
|    | Spagna (bandiera)   | C     | Jorge Pina Roldán       |
|    | Norvegia (bandiera) | C     | Baboucarr Sarr          |
|    | Albania (bandiera)  | A     | Bajram Ajeti            |
|    | Norvegia (bandiera) | A     | Vegard Dokken           |
|    | Spagna (bandiera)   | A     | Óscar                   |
|    | Norvegia (bandiera) | A     | Mads Ryghseter          |
|    | Norvegia (bandiera) | A     | Tom André Sjølie        |